# Cahuilla
Cahuilla (Kawia).- Pleme američkih Indijanaca porodice Shoshonean iz južne Kalifornije, južno od planina San Bernardino, srodno plemenima Cupeño, Juaneño i Luiseño s kojima čine užu grupu Cupan, prije nazivanu Luiseño-Kawia, jednu od grana Takic govornika. Geografski se Cahuilla dijele na tri glavne grupe, to su Western ili Pass Cahuilla, Indijance iz područja Palm Springsa, poznate i kao Aguas Calientes, danas nastanjeni na rezervatu Agua Caliente ili Palm Springs. Druga grupa su Mountain Cahuilla s planina južno od San Jacinto Peaka; i Desert Cahuilla na sjeveru pustinje Colorado Desert. Od nekadašnjih 8,000 ili 10,000 (1700) u suvremeno doba (2000) ih ima oko 2,000, nastanjenih dijelom po rezervatima Agua Caliente, Augustine, Cahuilla, Cabazon, Los Coyotes, Morongo, Ramona, Santa Rosa, Soboba i Torres Martinez. 

## Ime
Riječ Cahuilla vjerojatno je hispanizirani oblik indijanske riječi Kawiya, "master," Swantonu njezino značenje nije poznato, dok oni sami sebe nazivaju Iviatim.

## Sela
- Duasno, na ili blizu rezervata Cahuilla.
- Juan Bautista, u okrugu San Bernardino.
- Ekwawinet, La Mesa, 2 milje južno od Coachella.
- Kavinish, na Indian Wellsu.
- Cahuilla, na Cahuilla Reservation.
- Kwaleki, u planinama San Jacinto Mountains.
- Lawilvan (Sivel), u Alamo.
- Malki, na Potrero Reservation iu dolini Cahuilla Valley istočno od Banninga.
- Pachawal, u San Ygnacio.
- Palseta, u Cabezon.
- Paltewat,  Indio u dolini Cahuilla Valley.
- Panachsa, u planinama San Jacinto Mountains.
- Sechi,  Cahuilla Valley.
- Sokut Menyil,  Martinez.
- Sapela, u San Ygnacio.
- Temalwahish,  La Mesa.
- Torres, na Torres Reservation.
- Tova, u Agua Dulce.
- Wewutnowhu, na Santa Rosa.

## Povijest
Cahuille vjerojatno susreće 1774 ekspedicija koju predvodi novo-španjolski istraživač Juan Bautista de Anza. Dolina Anza Valley, prozvana po njemu, naseljena je ovim Indijancima najmanje 2000 godina. Jedan od njihovih najpoznatijih poglavica bio je Cooswootna, nazivan i Gets Mad Quickly (Yampoochee), od Španjolaca nazivan Juan Antonio, poglavica loze Kostakiklim, koji sredinom 19. stoljeća pomaže američkim vojnicima, odjeljenju koje vodi poručnik Edward F. Beale, protiv Ute Indijanaca. Pokrivači što su ih Cahuille dobili 1863 od bijelaca bile su zaražene boginjama i odnesle su mnogo života, pa ih je 1865 preostalo tek 1,181. Među onima koji su podlegli boginjama bio je poglavica Yampoochee. Kojih devedest godina kasnije (1956), arheološka iskapanja kod školske zgrade El Casco Schoolhouse u San Timoteu, oskvrnula su i indijanski grob s tijelom zakopanim s vojnim epoletama, čime se ustanovili da je Juan Antoniovo, koji je ponovno pokopan uz sve plemenske počasti.

## Etnografija
Privreda
Cahuille su opisani kao lovci i sakupljači. Muškarci su tradicionalno lovci lukom i strijelom, zamkama i raznim bacačkim napravama, a glavni plijen su bili pustinjskla bighorn-ovca (vidi  Arhivirana inačica izvorne stranice od 31. prosinca 2006. (Wayback Machine)), jelen, antilopa, zec i drugi manji sisavci. Ženama je namijenjena uloga sakupoljača svega što priroda nudi, a to je preko 200 biljnih vrsti, kojima je namjena osim za prehranu i u medicini, kao i za građevinske svrhe. Sakupljaju se sjemenke, žir, pinjon (piñon), takozbani mesquite-grah, i sjemenke južnokalifornijske pustinjske palme Washingtonia filifera (vidi  Arhivirana inačica izvorne stranice od 14. veljače 2007. (Wayback Machine)), što raste u blizini izvora, osobito kod Warm Springsa. Kao građu za svoje nastambe (wickiup), koje podižu u blizini izvora vode i hrane, kao i košare, koriste se raznim biljem koje su im na raspolaganju: šaš, trska, đavolja kandža (Devil's Claw; Proboscidea parviflora) i druge. Ovisno o podneblju cahuilla-kuća može biti i od ćerpiča, ili štitnici od sunca, bez zidova. 
Organizacija
Socijalna organizacija Cahuilla je komplicirana, nije najjasnija ni dobro proučena. Dvije polovice Wildcats (tuktum) i Coyotes (?istam) kojima se reguliraju ženidba i rituali čine najveću grupaciju ?ivi?lyu?atum. Svaka se polovica sastoji od sibova, ona je patrilinearna i egzogamna, no treba reći da je 'moiety' samo kategorizacija Cahuilla i da nema geografskih granica. Sib, kojih je bilo najmanje sedam, pripada jednoj od dualnih 'polovica', teritorijalna je i politička jedinica sastavljena od 'lineagesa' (loza), koje potječu od jednog roditelja, i ima ih između 3 i 10 u sibu. Teritorij Cahuilla, između planina San Bernardino Mountain Range i Čokoladnih planina (Chocolate Mountains), bio je razdijeljen na nekih 10 do 12 manjih područja, na prostoru od kojih 24,000 četvornih milja, koji su pripadali sibovima. Selo je smješteno uz izvor vode imalo je 25 do 50 kuća.

## Vanjske poveznice
- The Cahuilla of the Mojave & Sonoran Deserts
- Cahuilla  Arhivirana inačica izvorne stranice od 3. veljače 2007. (Wayback Machine)
- The Cahuilla Culture and their Baskets  Arhivirana inačica izvorne stranice od 21. prosinca 2006. (Wayback Machine)
- Cahuilla Indians  Arhivirana inačica izvorne stranice od 10. ožujka 2007. (Wayback Machine)